# Liste de drapeaux canadiens

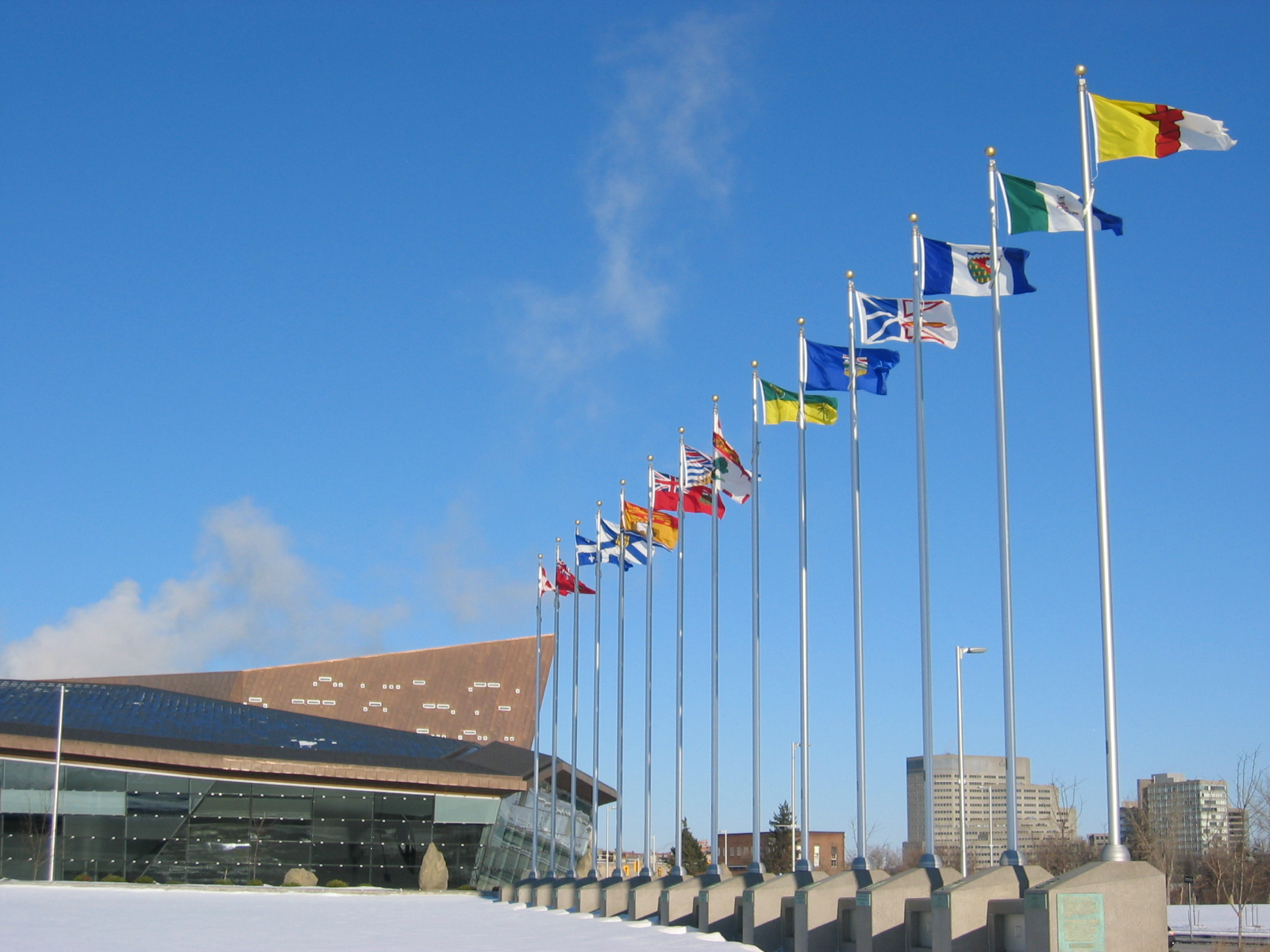
Drapeaux des provinces et territoires canadiens devant le musée canadien de la guerre

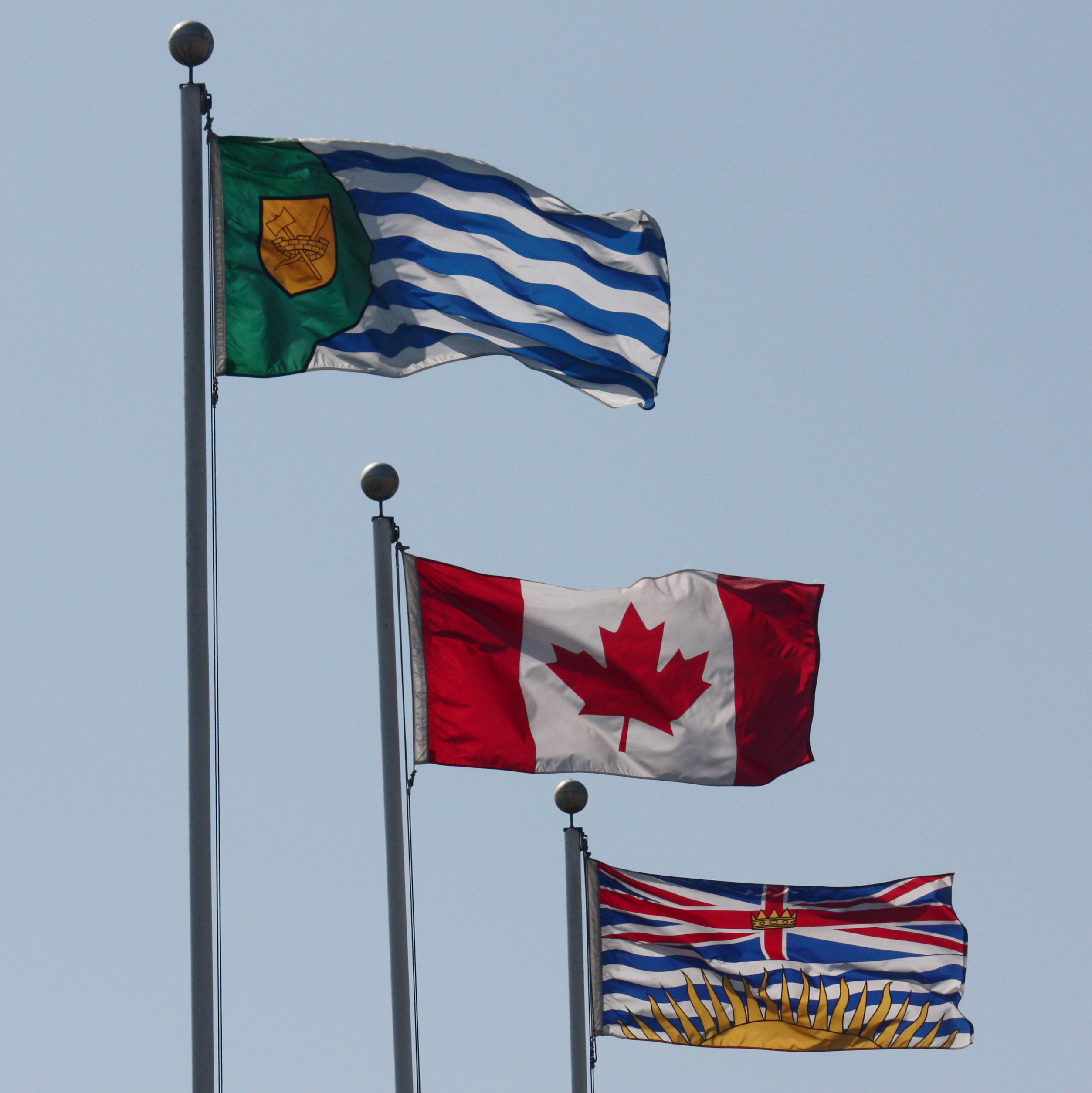
Drapeaux de Vancouver, du Canada et de la Colombie-Britannique

Cet article dresse une liste des drapeaux du Canada. 

## Drapeaux nationaux

### Drapeau national
| Drapeau | Date        | Désignation                                   | Description                                                                                      |
| ------- | ----------- | --------------------------------------------- | ------------------------------------------------------------------------------------------------ |
|         | Depuis 1965 | Drapeau du Canada                             | Rouge avec un carré blanc marque d'une feuille d'érable rouge                                    |
|         | 1957-1965   | Utilisé comme drapeau national de 1957 à 1965 | Red Ensign avec les armoiries au battant. Les feuilles d'érable des armoiries sont rouges        |
|         | 1921-1957   | Utilisé comme drapeau national de 1921 à 1957 | Red Ensign avec les armoiries au battant. Les feuilles d'érable des armoiries sont vertes        |
|         | 1868-1921   | Utilisé comme drapeau national de 1868 à 1921 | Red Ensign avec les armoiries au battant. Les armoiries représentent les 4 provinces fondatrices |

### Drapeau cérémoniel
| Drapeau | Date        | Désignation              | Description                                                                        |
| ------- | ----------- | ------------------------ | ---------------------------------------------------------------------------------- |
|         | Depuis 1867 | Drapeau royal de l'Union | Union Flag. Depuis 1965, drapeau royal de l'Union utilisée en certaines occasions. |

## Étendards royaux et vice-royaux

### Souverain et famille royale
| Drapeau | Date          | Désignation                                      | Description |
| ------- | ------------- | ------------------------------------------------ | --- |
|         | 2023 – actuel | Étendard royal du Canada                         | Bannière représentant les armoiries |
|         | 2011 – actuel | Étendard du prince de Galles                     | Bannière représentant les armoiries avec un lambel blanc ; un cercle bleu marqué des plumes du prince de Galles dans un cercle de feuilles d'érable d'or.                                                                 |
|         | 2013 – actuel | Étendard de la princesse royale                  | Bannière représentant les armoiries avec un lambel blanc chargé d'un cœur rouge et de deux croix de Saint-Georges ; un cercle bleu marqué de la lettre « A » couronnée, le tout dans un cercle de feuilles d'érable d'or. |
|         | 2014 – actuel | Étendard du duc d'York                           | Bannière représentant les armoiries avec un lambel blanc chargé d'une ancre bleue ; un cercle bleu marqué de la lettre « A » couronnée, le tout dans un cercle de feuilles d'érable d'or.                                 |
|         | 2014 – actuel | Étendard du comte de Wessex                      | Bannière représentant les armoiries avec un lambel blanc chargé d'une rose Tudor ; un cercle bleu marqué de la lettre « E » couronnée, le tout dans un cercle de feuilles d'érable d'or.                                  |
|         | 2015 – actuel | Étendard des autres membres de la famille royale | Bannière représentant les armoiries avec une bordure d'hermine |

### Gouverneur général
| Drapeau | Date                  | Désignation                          | Description                                                                         |
| ------- | --------------------- | ------------------------------------ | ----------------------------------------------------------------------------------- |
|         | 1981-1999 Depuis 2002 | Drapeau du gouverneur général        | Un lion couronné tenant une feuille d'érable rouge sur fond bleu.                   |
|         | 1999–2002             | Ancien drapeau du gouverneur général | Modification instaurée par Roméo LeBlanc : la langue et les griffes sont supprimés. |
|         | 1952–1981             | Ancien drapeau du gouverneur général | Un lion sur une couronne de Saint-Édouard avec « Canada » en dessous.               |
|         | 1931-1952             | Ancien drapeau du gouverneur général | Un lion sur une couronne Tudor avec « Canada » en dessous.                          |

### Lieutenants-gouverneurs
| Drapeau | Date      | Désignation                                                 | Description |
| ------- | --------- | ----------------------------------------------------------- | --- |
|         | 1981      | Drapeau du lieutenant-gouverneur de l'Ontario               | Blason de l'Ontario avec une couronne, sur fond bleu, entourés de dix feuilles d'érable dorées.                    |
|         | 1959-1965 | Ancien drapeau du lieutenant-gouverneur de l'Ontario        | Red Ensign canadien avec le blason de l'Ontario entouré d'un cercle de feuilles d'érable.                          |
|         | 1981      | Drapeau du lieutenant-gouverneur du Québec                  | Armoiries du Québec à l'intérieur d'un cercle blanc sur fond bleu.                                                 |
|         | 1869      | Drapeau du lieutenant-gouverneur de la Nouvelle-Écosse      | Le drapeau du Royaume-Uni avec au centre le blason de la Nouvelle-Écosse entouré d'un cercle de feuilles d'érable. |
|         | 1981      | Drapeau du lieutenant-Gouverneur du Nouveau-Brunswick       | Blason du Nouveau-Brunswick avec une couronne, sur fond bleu, entourés de dix feuilles d'érable dorées.            |
|         | 1981      | Drapeau du lieutenant-gouverneur du Manitoba                | Blason du Manitoba avec une couronne, sur fond bleu, entourés de dix feuilles d'érable dorées.                     |
|         | 1981      | Drapeau du lieutenant-gouverneur de la Colombie Britannique | Blason de la Colombie-Britannique avec une couronne, sur fond bleu, entourés de dix feuilles d'érable dorées.      |
|         | 1981      | Drapeau du lieutenant-gouverneur de l'Île-du-Prince-Édouard | Blason de l'Île-du-Prince-Édouard avec une couronne, sur fond bleu, entourés de dix feuilles d'érable dorées.      |
|         | 1981      | Drapeau du lieutenant-gouverneur de la Saskatchewan         | Blason de la Saskatchewan avec une couronne, sur fond bleu, entourés de dix feuilles d'érable dorées.              |
|         | 1981      | Drapeau du lieutenant-gouverneur de l'Alberta               | Blason de l'Alberta avec une couronne, sur fond bleu, entourés de dix feuilles d'érable dorées.                    |
|         | 1981      | Drapeau du lieutenant-gouverneur de Terre-Neuve-et-Labrador | Blason de Terre-Neuve-et-Labrador avec une couronne, sur fond bleu, entourés de dix feuilles d'érable dorées.      |

### Commissaires
| Drapeau | Date     | Désignation                                          | Description |
| ------- | -------- | ---------------------------------------------------- | --- |
|         | Inconnue | Drapeau du commissaire des Territoires du Nord-Ouest | Armoiries des Territoires du Nord-Ouest entourées de six feuilles d'érable dorées et deux fleurs sur fond bleu. |
|         | Inconnue | Drapeau du commissaire du Yukon                      | Armoiries du Yukon entourées de six feuilles d'érable dorées et deux fleurs sur fond bleu.                      |
|         | 2009     | Drapeau du commissaire du Nunavut                    | Blason du Nunavut avec le cimier, entouré de six feuilles d'érable dorées et deux fleurs sur fond bleu.         |

## Drapeaux provinciaux et territoriaux

### Drapeaux provinciaux
| Drapeau | Date | Désignation                        | Description                                                                                               |
| ------- | ---- | ---------------------------------- | --- |
|         | 1965 | Drapeau de l'Ontario               | Un Red Ensign avec le blason de l'Ontario au battant.                                                     |
|         | 1948 | Drapeau du Québec                  | Croix blanche sur champ azur et avec lys.                                                                 |
|         | 1858 | Drapeau de la Nouvelle-Écosse      | Bannière des armoiries de la Nouvelle-Écosse.                                                             |
|         | 1965 | Drapeau du Nouveau-Brunswick       | Bannière des armoiries du Nouveau-Brunswick.                                                              |
|         | 1965 | Drapeau du Manitoba                | Un Red Ensign avec le blason du Manitoba au battant.                                                      |
|         | 1960 | Drapeau de la Colombie-Britannique | Bannière des armoiries de la Colombie-Britannique.                                                        |
|         | 1964 | Drapeau de l'Île-du-Prince-Édouard | Bannière des armoiries de l'Île-du-Prince-Édouard.                                                        |
|         | 1969 | Drapeau de la Saskatchewan         | Deux bandes verte et jaune avec le blason de la Saskatchewan au canton et un lys des prairies au battant. |
|         | 1968 | Drapeau de l'Alberta               | Bleu avec le blason de l'Alberta au centre.                                                               |
|         | 1980 | Drapeau de Terre-Neuve-et-Labrador | |

### Drapeaux territoriaux
| Drapeau | Date | Désignation                           | Description                                                                        |
| ------- | ---- | ------------------------------------- | ---------------------------------------------------------------------------------- |
|         | 1969 | Drapeau des Territoires du Nord-Ouest | Bleu avec un carré blanc au centre chargé du blason des Territoires du Nord-Ouest. |
|         | 1968 | Drapeau du Yukon                      | Un tricolore vert, blanc et bleu chargé des armoiries du Yukon au centre.          |
|         | 1999 | Drapeau du Nunavut                    | Jaune et blanc avec un inuksuk au centre et une étoile bleue.                      |

## Défense, police, garde côtière et services frontaliers

### Forces armées
| Drapeau                                      | Date      | Désignation                                           | Description |
| -------------------------------------------- | --------- | ----------------------------------------------------- | --- |
|                                              | 1968      | Drapeau des Forces armées canadiennes                 | Drapeau blanc avec le drapeau national canadien au canton et l'emblème des Forces armées au battant.                                                                  |
|                                              | 1968      | Drapeau de la Marine royale canadienne                | Drapeau blanc avec le drapeau national canadien au canton et l'emblème de la Marine royale au battant.                                                                |
|                                              | 1957–1965 | Ancien drapeau de la Marine royale du Canada          | Blue Ensign avec le blason du Canada dont les feuilles d'érable sont rouges.                                                                                          |
|                                              | 1921–1957 | Ancien drapeau de la Marine royale du Canada          | Blue Ensign avec le blason du Canada dont les feuilles d'érable sont vertes.                                                                                          |
|                                              | 1968      | Pavillon de beaupré auxiliaire des Forces canadiennes | Drapeau bleu avec le drapeau national canadien au canton et l'emblème des Forces armées au battant.                                                                   |
|                                              | 2016      | Drapeau de l'Armée canadienne                         | Drapeau rouge avec le drapeau national canadien au canton et l'emblème de l'Armée canadienne dans une feuille d'érable blanche au battant.                            |
|                                              | 1965      | Drapeau de l'Aviation royale du Canada                | Drapeau bleu clair avec le drapeau national canadien au canton et la cocarde de l'Aviation royale au battant.                                                         |
|                                              | 1941–1965 | Ancien drapeau de l'Aviation royale du Canada         | Basé sur la Royal Air Force Ensign : fond bleu clair avec l'Union Flag au canton et une cocarde britannique où le cercle rouge est remplacé par une feuille d'érable. |
|                                              | 1964      | Drapeau du Conseil de la Marine royale canadienne     | |
|                                              | 1920      | Drapeau du Collège militaire royal du Canada          | Trois bandes : rouge, blanche, rouge avec l'emblème du Collège au centre.                                                                                             |
| Drapeau CMR Saint-Jean - RMC Saint-Jean Flag | 2008      | Drapeau du Collège militaire royal de Saint-Jean      | Trois bandes : bleue, blanche, bleue avec le blason du Collège au centre.                                                                                             |
|                                              | 2000      | Drapeau de la mention élogieuse du commandant en chef | |

### Police
| Drapeau    | Date | Désignation                                 | Description                                                                            |
| ---------- | ---- | ------------------------------------------- | -------------------------------------------------------------------------------------- |
|            | 1991 | Enseigne de la Gendarmerie royale du Canada | Rouge avec un canton bleu bordé d'or chargé de l'emblème de la GRC.                    |
| Drapeau SQ | 2005 | Drapeau de la Sûreté du Québec              | Drapeau vert avec un carré jaune au centre chargé de l'emblème de la Sûreté du Québec. |

### Garde côtière
| Drapeau | Date | Désignation                            | Description |
| ------- | ---- | -------------------------------------- | --- |
|         | 1962 | Drapeau de la Garde côtière canadienne | Drapeau de l'emblème de la Garde côtière : deux bandes, une blanche deux fois plus large marquée d'une feuille d'érable rouge et une bleue marquée de deux dauphins dorés. Le bleu représente la mer, les dauphins représentent l'assistance aux marins et le blanc, l'océan arctique. |

### Services frontaliers
| Drapeau | Date | Désignation                                            | Description                                                                           |
| ------- | ---- | ------------------------------------------------------ | ------------------------------------------------------------------------------------- |
|         | 2012 | Drapeau de l'Agence des services frontaliers du Canada | Bleu avec un drapeau national canadien au canton et l'emblème de l'Agence au battant. |

## Société

### Société de la Couronne
| Drapeau | Date | Désignation                       | Description |
| ------- | ---- | --------------------------------- | ----------- |
|         | 1978 | Drapeau Monnaie royale canadienne |             |
|         | 1992 | Drapeau Société Radio-Canada      |             |

## Drapeaux locaux et communautaires

### Drapeaux municipaux
| Drapeau | Date      | Désignation                                        | Description |
| ------- | --------- | -------------------------------------------------- | --- |
|         | Inconnue  | Drapeau de Barrie                                  | |
|         | 1999      | Drapeau de Burlington                              | Trois bandes verticales bleue, jaune, bleue avec les armoiries de la ville chargées dans le pal canadien                                 |
|         | 1983      | Drapeau de Calgary                                 | Drapeau rouge avec deux bandes blanches au haut et au bas et portant un C avec un chapeau de cowboy blancs                               |
|         | Inconnue  | Drapeau de Charlottetown                           | |
|         | 2020      | Drapeau de Chibougamau                             | |
|         | 1995      | Drapeau de Cornwall                                | Trois bandes verticales or, noire, or avec les armoiries du duc de Cornwall chargées dans le pal canadien                                |
|         | Inconnue  | Drapeau de Delta                                   | |
|         | Inconnue  | Drapeau de Dollard-Des Ormeaux                     | |
|         | Inconnue  | Drapeau de Fredericton                             | |
|         | Inconnue  | Drapeau de Guelph                                  | |
|         | 2003      | Drapeau de Hamilton                                | Trois bandes verticales or, bleu, or avec un potentille entouré d'une chaîne chargé dans le pal canadien                                 |
|         | 1967      | Drapeau de Lethbridge                              | |
|         | 2002      | Drapeau de Lévis                                   | Un champ noir et or portant une croix blanche                                                                                            |
|         | Inconnue  | Drapeau de Longueuil                               | |
|         | 1939      | Drapeau de Montréal                                | Un champ blanc portant une croix rouge avec une fleur de lis bleue, une rose, un chardon et un trèfle dans les quadrants                 |
|         | 2000      | Drapeau d'Ottawa                                   | Champ divisé verticalement en bleu et azur avec un O stylisé blanc au centre                                                             |
|         | 1902-1987 | Ancien drapeau d'Ottawa                            | Trois bandes verticales pourpre, rouge et bleue.                                                                                         |
|         | 1987      | Drapeau de Québec                                  | Le navire représente le Don de Dieu de Samuel de Champlain et la bordure les remparts de la ville.                                       |
|         | 1992      | Drapeau de Regina                                  | Champ bleu avec une bande jaune au bas et une couronne blanche au canton                                                                 |
|         | Inconnue  | Drapeau du Grand Sudbury                           | |
|         | 1999      | Drapeau de Toronto                                 | Un champ bleu avec l'hôtel de ville stylisée en blanc et une feuille d'érable rouge                                                      |
|         | 1954-1997 | Ancien drapeau de la Communauté urbaine de Toronto | |
|         | 1984      | Drapeau de Trois-Rivières                          | Du haut d'un carré vert descend une ligne bleue qui se divise en trois, bordant deux îles, avant d'aboutir au fleuve en forme de vagues. |
|         | 1983      | Drapeau de Vancouver                               | Un blason jaune portant une hache et une rame dans un triangle vert pointant vers des ondes bleues sur fond blanc.                       |
|         | 1975      | Drapeau de Winnipeg                                | Drapeau bicolore bleu et jaune séparé diagonalement par une bande blanche avec les armoiries de la ville dans un cercle blanc au centre  |

### Drapeaux régionaux (non officiels)
| Drapeau | Date     | Désignation                        | Description                             |
| ------- | -------- | ---------------------------------- | --------------------------------------- |
|         | 1884     | Drapeau de l'Acadie                | Drapeau français avec une étoile jaune. |
|         | 1843     | Drapeau tricolore de Terre-Neuve   | Tricolore vert, blanc, rose.            |
|         | 1938     | Drapeau du Saguenay–Lac-Saint-Jean |                                         |
|         | 1974     | Drapeau du Labrador                |                                         |
|         | 2005     | Drapeau du Nunatsiavut             |                                         |
|         | Inconnue | Drapeau de La Matapédia            |                                         |

### Autochtones
| Drapeau | Date     | Désignation                                         | Description                                                |
| ------- | -------- | --------------------------------------------------- | ---------------------------------------------------------- |
|         | Inconnue | Drapeau des Haïdas                                  | Drapeau rouge avec au centre deux aigles de profil blancs. |
|         | Inconnue | Drapeau de la Nation innue du Québec et Labrador    |                                                            |
|         | 1980     | Drapeau de la Confédération iroquoise               |                                                            |
|         | Inconnue | Drapeau de la bande Matimekush des Innus-Montagnais |                                                            |
|         | 1816     | Drapeau des Métis                                   | Bleu avec un symbole de l'infini blanc.                    |
|         | 1816     | Drapeau des Anglo-Métis                             | Rouge avec un symbole de l'infini blanc.                   |
|         | Inconnue | Drapeau du Grand Conseil de la Nation micmac        |                                                            |
|         | 1980     | Drapeau de Natuaqanek                               |                                                            |
|         | 2001     | Drapeau des Nisga'a                                 |                                                            |
|         | 2005     | Drapeau du Nunatsiavut                              | Un Inukshuk blanc, vert et bleu représenté au centre.      |

### Minorités francophones
| Drapeau | Date | Désignation                 | Description |
| ------- | ---- | --------------------------- | ----------- |
|         | 1982 | Drapeau franco-albertain    |             |
|         | 1981 | Drapeau Franco-Colombien    |             |
|         | 1980 | Drapeau Franco-Manitobain   |             |
|         | 1975 | Drapeau franco-ontarien     |             |
|         | 1976 | Drapeau Fransaskois         |             |
|         | 1986 | Drapeau Franco-Terreneuvien |             |
|         | 1992 | Drapeau Franco-Ténois       |             |
|         | 2002 | Drapeau Franco-Nunavois     |             |
|         | 1986 | Drapeau Franco-Yukonnais    |             |

## Drapeaux coloniaux
| Drapeau | Date       | Désignation                                                                                         | Description |
| ------- | ---------- | --------------------------------------------------------------------------------------------------- | --- |
|         | Inconnue   | Drapeau de la colonie de l'Île-de-Vancouver (1849-1866)                                             | Basé sur le Blue Ensign.                                                                                          |
|         | Inconnue   | Drapeau de la colonie de la Colombie-Britannique (1866-1871)                                        | Basé sur le Blue Ensign.                                                                                          |
|         | 1868-1929  | Drapeau de la Nouvelle-Écosse                                                                       | Basé sur le Red Ensign.                                                                                           |
|         | 1869-1950  | Drapeau des Territoires du Nord-Ouest                                                               | Drapeau de la Compagnie de la Baie d'Hudson                                                                       |
|         | 1904-1931  | Drapeaux de la colonie de Terre-Neuve (également utilisés après 1931 par les navires de la colonie) | Red Ensign et Blue Ensign avec le Grand Sceau de Terre-Neuve (En anglais: Great Seal of Newfoundland) au battant. |
|         | 1950-1965  | Drapeau du Nouveau-Brunswick                                                                        | Basé sur le Blue Ensign.                                                                                          |
|         | 1801-1866  | Union Flag                                                                                          | |
|         | 1707-1801  | Ancien Union Flag                                                                                   | |
|         | 1583-1707  | Drapeau du royaume d'Angleterre                                                                     | |
|         | 1620s-1707 | Drapeau du royaume d'Écosse                                                                         | |
|         | 1715–1763  | Drapeau du royaume de France                                                                        | |
|         | 1663–1715  | Drapeau royal de Louis XIV                                                                          | |

## Autres drapeaux
| Drapeau | Date          | Désignation                        | Description |
| ------- | ------------- | ---------------------------------- | --- |
|         | 1994          | Drapeau de la dualité canadienne   | L'ajout des bandes bleues symbolise les francophones. |
|         | 1964          | Proposition de drapeau national    | Proposé par Lester B. Pearson : bleu avec un carré blanc chargé de trois feuilles d'érable rouges. Les bandes bleues représentent la géographie canadienne (« d'une mer à l'autre »). |
|         | 1964          | Proposition de drapeau national    | Un finaliste dans la sélection du drapeau national du Canada. Il ressemble au design gagnant, mais arbore les symboles du Royaume-Uni et de la France dans les coins.                 |
|         | 1964          | Proposition de drapeau national    | Proposé par les Native Sons of Canada |
|         | 1964          | Proposition de drapeau national    | |
|         | 1964          | Proposition de drapeau national    | |
|         | 1946          | Proposition de drapeau national    | Red Ensign avec une feuille d'érable dorée. |
|         | 1910–Inconnue | Drapeau de l'Empire britannique    | Un drapeau non officiel créé pour représenter tous les dominions de l'Empire britannique. Les armoiries du Canada se trouvent en bas à gauche.                                        |
|         | 1837–1838     | Drapeau de la République du Canada | Un tricolore républicain avec des étoiles représentant les colonies du Haut et du Bas-Canada. Le croissant représente les alliés de la cause opérant depuis les États-Unis.           |
|         | 1837          | Drapeau des Patriotes              | Trois bandes : verte, blanche et rouge. Utilisé lors de la rébellion des Patriotes de 1837.                                                                                           |